# Matthew G. Taylor
Matthew G. Taylor é um ator canadense, mais conhecido por interpretar Nemesis em Resident Evil: Apocalypse.
Taylor passou sua juventude em Toronto, Canadá. Antes de se tornar um ator, foi um policial e personal trainer. Ele também estudou artes marciais durante quinze anos, obtendo uma faixa preta em karate.
Taylor também apareceu em Mutant X, Lucky Number Slevin, e Cinderella Man.